# Digitalis (musikalbum)
Digitalis är den svenske bluesmusikern Rolf Wikströms femte studioalbum som soloartist, utgivet på skivbolaget Amigo 1980. Skivan utgavs i en promotionversion i 400 exemplar med titeln Ljudklapp från Studio Decibel.
Skivan var den första svenska att spelas in digitalt.

## Låtlista
A
1. "Sänd inga blommor" – 5:01
2. "Dom stjäl våra liv" – 5:41
3. "Jag ville vara dej till glädje" – 5:53

B
1. "Vill du inte dansa med" – 3:59
2. "Mens solen sakta sänker sig" – 4:58
3. "Gör vad du vill" – 6:12

## Medverkande
- Ulf Andersson – sax
- Håkan Johansson – klaviaturer
- Ali Lundbohm – trummor
- Olof Sjögren – bas
- Rolf Wikström – sång, gitarr, producent

### Fotnoter
1. ↑  ”Digitalis”. Svensk mediedatabas. Arkiverad från originalet den 14 februari 2019. https://web.archive.org/web/20190214002659/https://smdb.kb.se/catalog/search?q=Rolf+Wikstr%C3%B6m&x=0&y=0. Läst 8 januari 2013.
2. ↑  ”Ljudklapp från Studio Decibel”. Progg.se. Arkiverad från originalet den 25 augusti 2010. https://web.archive.org/web/20100825064900/http://www.progg.se/band.asp?ID=164&skiva=2612. Läst 8 januari 2013.
3. ↑  ”Digitalis”. Discogs.com. http://www.discogs.com/Rolf-Wikstr%C3%B6ms-Hj%C3%A4rtslag-Digitalis/release/1025325. Läst 13 januari 2013.